# Bieg bejorów
Bieg Bejorów - bieg górski typu alpejskiego, odbywający się w ostatnią niedzielę października w Rytrze, na dystansie 4750 m. Jedna z najstarszych imprez biegowych na Sądecczyźnie. Organizatorem Biegu Bejorów jest Uczniowski Klub Sportowy Ryter. Trzykrotnie Bieg Bejorów otrzymał Brązową Kozicę - wyróżnienie w plebiscycie na Najlepszy Bieg Górski przyznawane przez Portal Biegi Górskie.

## Trasa
Trasa Biegu Bejorów biegnie doliną Małej Roztoki. Start odbywa się z wysokości 424 m n.p.m. Meta znajduje się przy kapliczce pod Kramarką (706 m n.p.m.). Długość trasy – ok. 4.750 m; przewyższenie – 282 m. Trasa w 20% pokryta jest asfaltem, w 80% jest drogą szutrową.

## Historia imprezy i geneza nazwy
Zwyczaj biegania pod górę zapoczątkował w Rytrze Czesław Łękawski w 1994 r. Następnie dołączyli do niego Maciej Szczepanik, Marek Tokarczyk i Marian Ryżak, później zaś inni mieszkańcy Rytra. Początkowo kameralne ryterskie bieganie pod górę, które odbywało się w każdą niedzielę, było sposobem na pracę nad kondycją. Biegacze startowali o różnych porach i zapisywali swoje czasy w zeszycie, który pozostawiali w umówionym miejscu, w pobliżu mety. 
21 października 2002 r. pod wpisem dwójki biegaczy, anonimowy autor wpisał słowo: ,,bejory”. Określenie „bejor” w lokalnej gwarze oznacza: bejdok, głupek. 
Ryterscy biegacze postanowili uczynić z niewybrednego przytyku użytek i rok później Marian Ryżak zaprosił swoich sąsiadów na I Mistrzostwa w Biegu Bejorów pod Górę. Wystartowało w nich pięć osób. Dziewięć edycji dorocznych mistrzostw w Biegu Bejorów odbyło się bez stopera. Każdy samodzielnie mierzył sobie czas. Do tego momentu bieg był imprezą, w której startowali niemal wyłącznie mieszkańcy Rytra. 
Począwszy od 10. edycji (wystartowało w niej blisko 200 osób) impreza jest otwarta. 
Na unikalny charakter Biegu Bejorów składa się luźna atmosfera, zwyczaj wręczania pamiątkowego medalu każdemu, kto dotrze do mety oraz tradycja kończenia biegu huczną zabawą przy ognisku. Medale Biegu Bejorów są zwykle robione metodą chałupniczą. 
Począwszy od 11. edycji Bieg Bejorów ma również charakter charytatywny. Wpisowe przeznaczane jest na wybrany przez organizatorów dobroczynny cel. 
Po 20 latach lokalnej tradycji biegania pod górę, określenie „bejor” w świadomości lokalnej społeczności nabrało zupełnie innego znaczenia. Tym mianem określa się w Beskidzie Sądeckim człowieka biegającego pod górę, który przynajmniej raz pokonał dystans Biegu Bejorów i wpisał się do zeszytu umieszczonego w budce na drzewie w pobliżu mety.

## Linki zewnętrzne

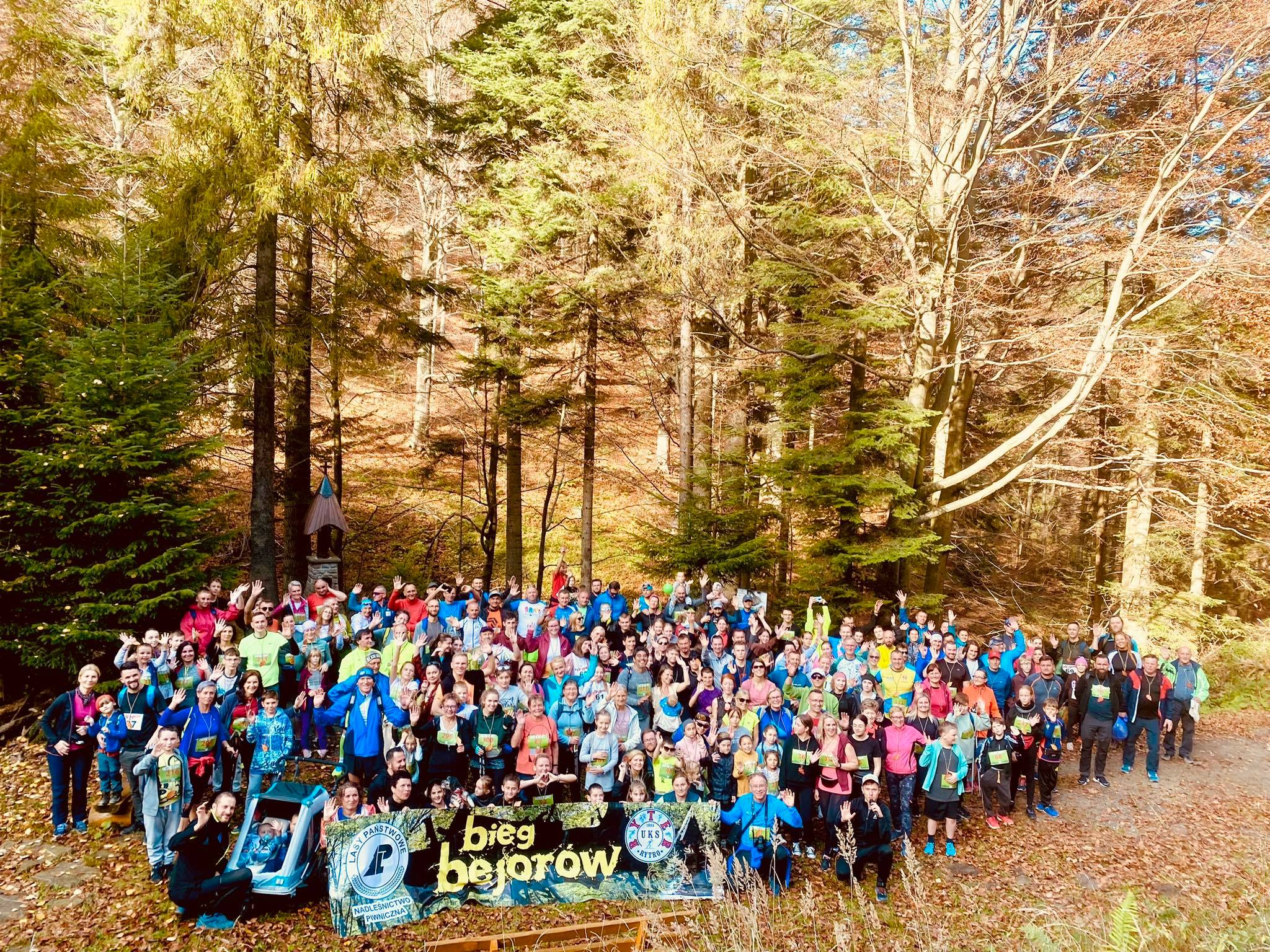
Pamiątkowa fotografia zawodników na mecie Biegu Bejorów